# Siedlec (Nysa)
Pour les articles homonymes, voir Siedlec.
Siedlec est une localité polonaise de la voïvodie d'Opole et du powiat de Nysa.
En 2021, la localité compte 47 habitants.

## Histoire
De 1742 à 1945, Zedlitz fait partie de l'arrondissement de Grottkau dans le district d'Oppeln au sein de la province de Silésie.